# Economia del dono
La locuzione economia del dono (in inglese gift economy), o cultura del dono, indica un sistema economico fondato sul valore d'uso degli oggetti e dei beni, e imperniato attorno al reciproco scambio (una economia dunque non-monetaria), senza espliciti accordi di una ricompensa immediata o futura. Benché vi sia una certa aspettativa di reciprocità, i doni non vengono esplicitamente scambiati con beni, servizi o denaro ed in ciò si distingue dall'economia di baratto e dall'economia di mercato.

## Caratteristiche
Per valore d'uso, classicamente si intende la capacità di un bene o di un servizio di soddisfare un dato fabbisogno, o tout court il suo valore di utilità.
L'economia del dono si contrappone all'economia tradizionalmente intesa, definita "economia di mercato" o "economia mercantile", che si basa, invece, sul valore di scambio (o valore commerciale).
Si potrebbe anche parlare di "economie del dono", al plurale, visto che non ne esiste un modello prestabilito.
L'economia del dono è basata sull'analisi di società nei tempi passati considerate "primitive", ovvero di comunità economicamente autosufficienti, che producono da sole gran parte di ciò di cui hanno bisogno (tipicamente per quanto riguarda agricoltura ed allevamento) e che si affidano all'economia mercantile solo per quei pochi prodotti che non riescono a produrre direttamente, scambiando o rivendendo le eccedenze (non necessariamente materiali). Quindi, l'economia mercantile può essere presente, ma è comunque marginale nell'economia del dono.
La comunità è in sostanziale equilibrio con l'ambiente esterno, con cui tende ad integrarsi armonicamente.
Il cosiddetto dono è in realtà uno scambio reciproco che ha alcune caratteristiche definite, per quanto esse siano delle convenzioni e non delle regole scritte: l'obbligo di dare, l'obbligo di ricevere, l'obbligo di restituire più di quanto si è ricevuto.
Un tipico esempio di economia del dono è la pratica del potlatch dei nativi americani del Nord-Est oppure quella del Kula degli abitanti delle isole Trobriand.
Nell'economia di mercato, che si ispira all'avere più che al dare, la forma che più si avvicina all'economia del dono (del dare) la si trova nell'Economia di Comunione. Essa è stata ideata e fatta realizzare da Chiara Lubich nell'ambito di circa 700 aziende sparse nel mondo ed aderenti al Movimento dei Focolari. Questa particolare forma, che prevede una inusitata attenzione alle relazioni con i soggetti sia all'interno sia all'esterno dell'impresa, destina un terzo del risultato d'esercizio al consolidamento aziendale, un terzo all'azione dell'opera nel mondo ed un terzo ad interventi umanitari. Essa si è inizialmente ispirata, come mero strumento per l'adesione ai principi del Vangelo proprio di Chiara Lubich, agli iniziali fondamenti della responsabilità sociale d'impresa, introdotti dal "Metodo della Scomposizione dei Parametri", ideato negli anni 1950 dall'economista italiano Giancarlo Pallavicini, come modalità di calcolo dei risultati non direttamente economici dell'attività d'impresa, riguardanti istanze dell'uomo e del suo ambiente culturale e naturale.
La critica femminista alla cultura patriarcale vede nella Economia del Dono il realizzarsi del principio materno del dare. La Vita è possibile solo grazie al dono ed ai doni che si ricevono dalla madre. Questo era il principio cosmologico alla base delle culture antiche che adoravano una Divinità Femminile. La possibilità di donare è comunque estesa a tutti gli esseri umani, indipendentemente dal sesso o dalla cultura. I valori che si realizzano nella economia di scambio, definita Capitalismo Patriarcale da Genevieve Vaughan, prevedono invece una assenza di relazioni tra i soggetti dello scambio (monetario). Quindi la relazione di scambio tendenzialmente distrugge i rapporti sociali umani.

## Origine
La locuzione "economia del dono" fu usata per la prima volta dall'etnologo francese Marcel Mauss in Essai sur le don (1923-24), uno studio sulla economia di scambio e distribuzione dei doni tra le tribù indiane Tlingit, Haida e Tsimshian e quella Kwakiutl del Nord America.

## Economia del dono nella società dell'informazione
Le pratiche di condivisione di coproduzione esistenti all'interno delle comunità on line ed in particolare nel mondo del free software e dell'open source, sono state analizzate anche come pratiche di dono moderno da Marco Aime e Anna Cossetta o plusvalore estratto dal cognitariato.
Si tratta di una tematica che fa preciso riferimento alla teoria del dono di Marcel Mauss ed in particolare alla tripartizione donare-ricevere-contraccambiare. Nel caso ad esempio di Wikipedia, chi dona la creazione di una voce o l'approfondimento di un'altra già esistente, compie un dono che viene ricevuto da chi accederà a quelle informazioni e a sua volta contraccambierà, producendo così una forma di conoscenza partecipata. Proprio come nel caso della donazione di sangue, chi dona, dona a degli sconosciuti, che tuttavia non sono estranei, ma sono componenti della stessa comunità di relazione. Comunità però intesa non nel senso della tradizione classica della sociologia, da Ferdinand Tönnies a Max Weber, quanto piuttosto le "comunità immaginate" di Benedict Anderson.